# Dylan Thomas
Dylan Marlais Thomas (Swansea, 1914. október 27. – New York, 1953. november 9.) walesi költő és prózaíró. Már életében nagy népszerűséget szerzett, amiben nagy szerepe volt harsány megjelenésének, ragyogó felolvasásainak. Verseire így jellemző a romantikus sokszínűség mellett az erős zeneiség.

## Élete
Apja tanár volt, édesanyja varrónő. A középiskolát Swansea-ban végezte, majd a gimnázium után újságírással kezdett foglalkozni. A Sunday Referee-ben rendszeresen megjelent verseit a kiadó 1934-ben könyv alakban is megjelentette Tizennyolc vers címmel. 1936-ban jelent meg következő kötete Huszonöt vers címen. 1937-ben feleségül vette Caitlin MacNamarát, akitől két fia és egy lánya született. Ezután főleg prózaírással foglalkozott.
A második világháború alatt – mivel tényleges katonai szolgálatra alkalmatlan volt – a BBC megbízásából egy dokumentumfilmes csoporttal járta be a harctereket. A háború alatt alakult ki két szenvedélye: a versfelolvasás és a játék a hangjával.
A háború után egyre többet ivott és egyre kevesebbet írt: élete utolsó hat évében mindössze hat verset költött. Egyre népszerűbb lett Angliában, már életében mítosz bontakozott ki körülötte. A 20. század legjelentősebb angol költőjének tartották már életében is. Bohémsága, ital- és nőszeretete, kitűnő előadókészsége a költészet iránt nem érdeklődők körében is híressé tette. Később írt filmforgatókönyvet, tévésorozatot és újságcikkeket is. 1949-től nagy hírnévre tett szert az Amerikai Egyesült Államokban is, saját maga által rendezett felolvasókörútjaival. 1953-as negyedik felolvasókörútja alkalmával napokig tartó depresszió és ivászat után New Yorkban kórházba került, ahol november 9-én meghalt. A walesi Laugharne-ban temették el, sírját egy egyszerű fakereszt jelzi. Felesége 1994-ben halt meg Olaszországban, ahol férje halála utáni éveit töltötte.
A szerelem határai című, Magyarországon 2008-ban bemutatott film, életének a háborúban eltöltött évét dolgozza fel.
A Set fire to the starts című, Magyarországon 2015-ben bemutatott film, első amerikai utazását dolgozza fel.

## Magyarul
- Az író arcképe kölyökkutya korából. Önéletrajzi novella; ford. Gergely Ágnes, utószó Ungvári Tamás; Európa, Bp., 1959 – önéletrajzi ihletésű novellák (1940), amelyeket James Joyce Dublini emberek című önéletrajzi regényének mintájára írt
- A mi erdőnk alján. Hangjáték; ford. Bányay Geyza, utószó Sükösd Mihály; Európa, Bp., 1960 (Modern könyvtár) – a BBC számára írta, 1954-ben jelent meg Angliában (elhangzott 1958-ban): a walesi életet és emlékeket mutatja be meseszerű líraiságával és groteszk humorával
- Dylan Thomas összegyűjtött versei. 1934-1952; ford. Eörsi István et al., szerk. Geher István, utószó Ungvári Tamás; Európa, Bp., 1966
- Dylan Thomas versei; ford. Eörsi István et al.; Európa, Bp., 1979 (Lyra mundi)
- Rebeka leányai; ford. Borbás Mária, versford. Tandori Dezső; Móra, Bp., 1980
- A csontnak partjain. Versek; vál., ford. Erdődi Gábor; Orpheusz–Új Mandátum, Bp., 1993
- Dylan Thomas versei; ford. Eörsi István et al.; Európa, Bp., 1995 (Lyra mundi)
- A szerelem térképe. Mágikus elbeszélések; ford. Erdődi Gábor; Új Mandátum–Hatodik Síp Alapítvány, Bp., 1998
- A sziget; ford. Kristóf Eszter; Novella, Bp., 1999
- Jegyzetfüzet-versek; ford. Erdődi Gábor; L'Harmattan, Bp., 2013

## Szakirodalom
- Tűz Tamás: A walesi bárd. Dylan Thomas születésének 50. évfordulóján. Irodalmi Újság 1965/5.